# Johannesteijsmannia
Johannesteijsmannia ist eine Pflanzengattung innerhalb der Familie der Palmengewächse (Arecaceae). Die etwa vier Arten sind in Südostasien verbreitet. Sie sind durch ihre rautenförmigen, ungeteilten Blätter leicht zu erkennen.

## Beschreibung

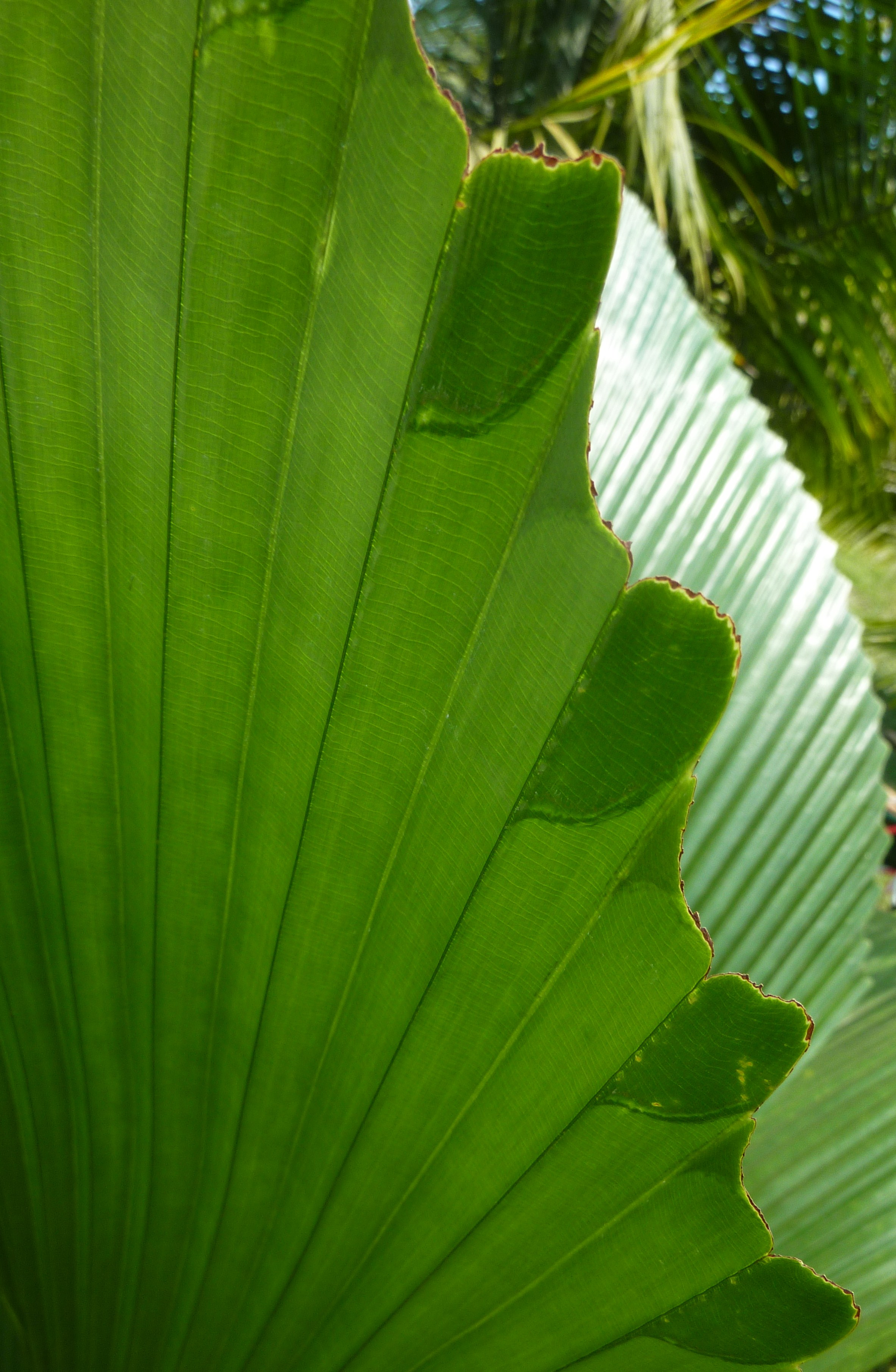
Blattdetail von Johannesteijsmannia altifrons

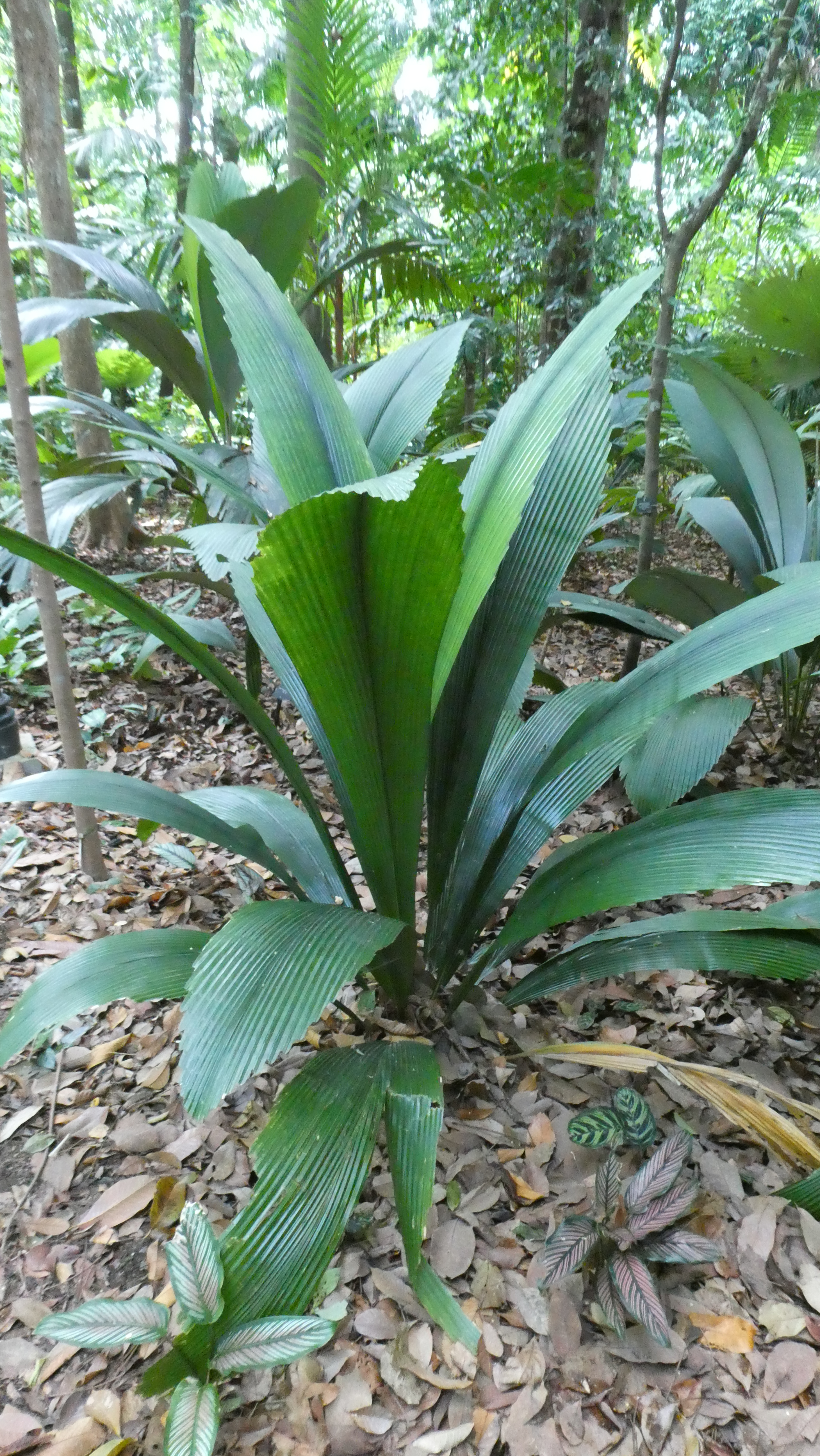
Johannesteijsmannia lanceolata

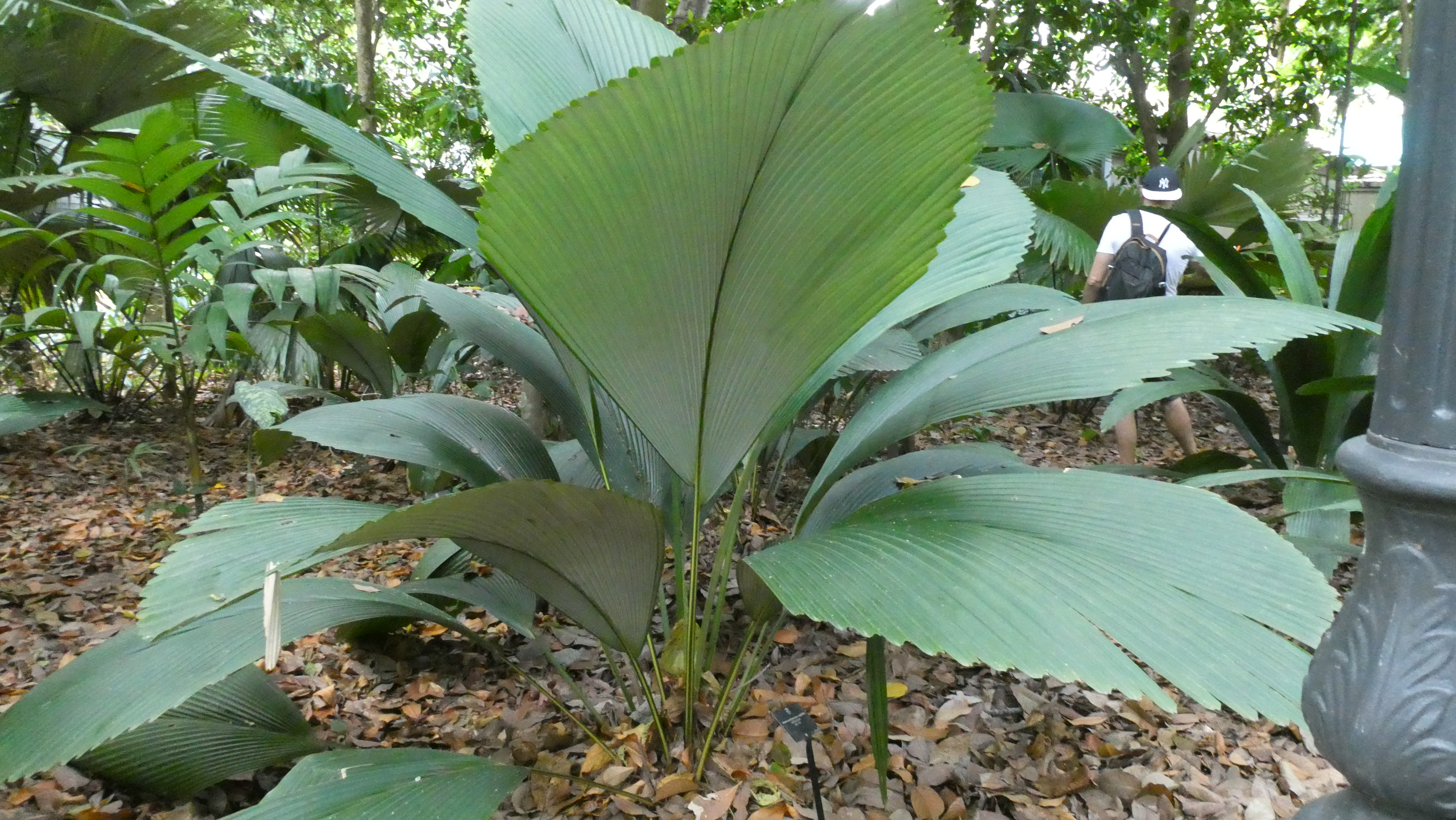
Johannesteijsmannia magnifica

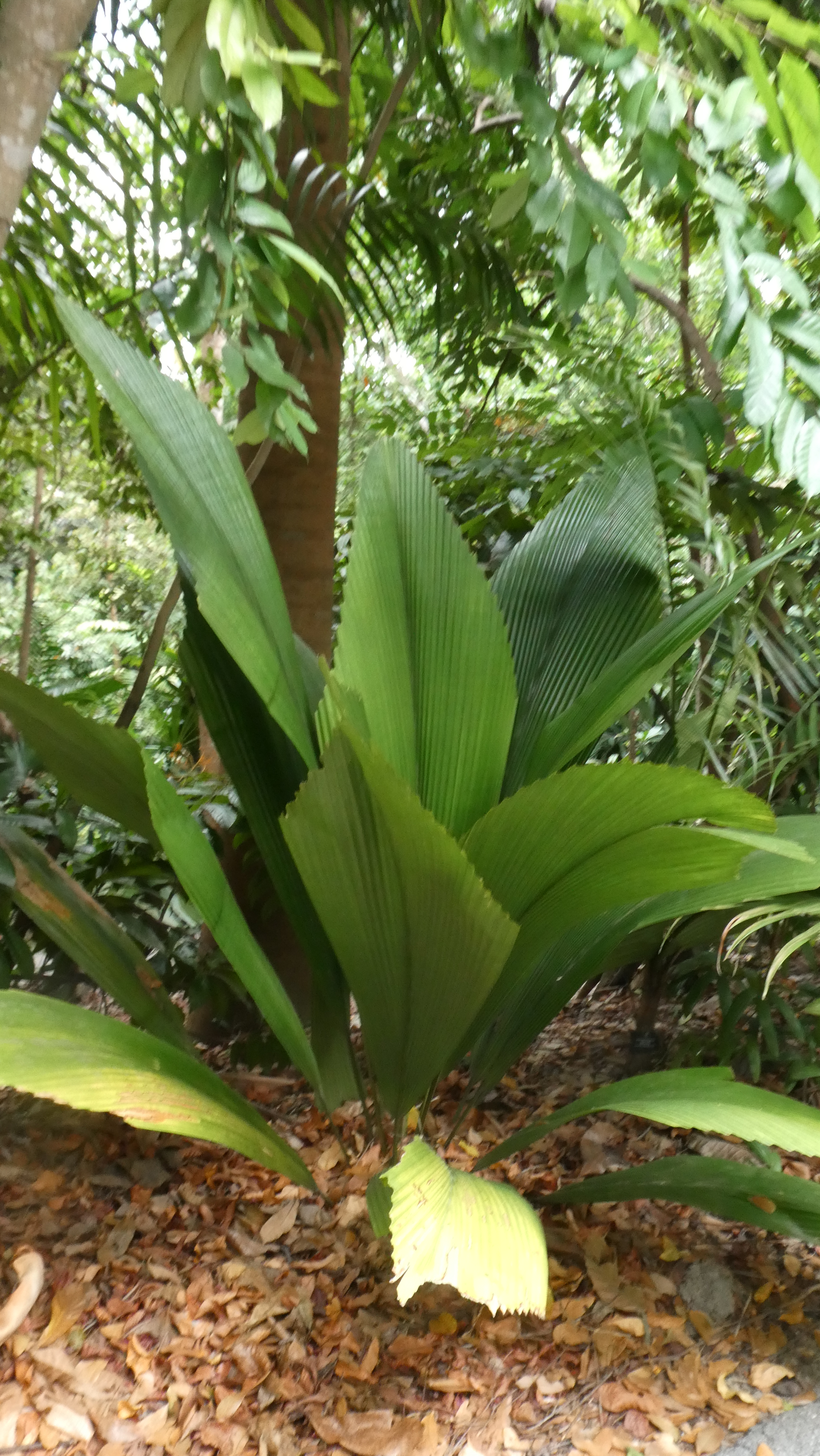
Johannesteijsmannia perakensis

### Erscheinungsbild
Johannesteijsmannia-Arten sind auffällige stammlose oder kurzstämmige, bewehrte Palmen. Der Stamm ist sehr kurz, niederliegend oder aufrecht. Die Blattnarben sind ringförmig.

### Blätter
Die Blätter sind groß, ungeteilt und rautenförmig. Sie sind bis zu 6 bis 7 Meter lang; bei Johannesteijsmannia magnifica bis 5 Meter lang und die Blattspreite bis 3 Meter lang und 2 Meter breit. Sie sind fiederförmig gerippt. Die Blattscheide ist zunächst röhrig, vertrocknet später und zerfällt in eine Fasermasse. Der Blattstiel ist deutlich ausgeprägt, im Querschnitt fast dreieckig, adaxial abgeflacht und entlang der Ränder mit kleinen, scharfen Zähnen bewehrt. Sehr junge Blattstiele sind behaart. An wachsenden Blättern ist eine adaxiale Hastula vorhanden, verschwindet aber während der Blattreife. Die Costa zieht sich fast bis zur Blattspitze, sie steht an der Blattunterseite deutlicher hervor als an der Oberseite. Die Blattspreite ist fiederförmig gerippt, und kahl, oder an der Unterseite dicht weiß behaart.

### Blütenstände
Johannesteijsmannia-Arten sind mehrmals blühend. Die Blütenstände stehen zwischen den Blättern (interfoliar). Sie sind kurz und meist zum Teil durch abgestorbenes Blattmaterial verdeckt. Der Blütenstand ist ein- bis fünffach verzweigt. Der Blütenstandsstiel ist deutlich entwickelt, meist gebogen und behaart. Das Vorblatt ist röhrig, etwas aufgeblasen, zweikielig und meist dicht behaart. Die Hochblätter am Blütenstandsstiel sind auffällig, bis zu sieben an der Zahl und zunächst cremefarben, später zimtbraun. Sie sind röhrig, aufgeblasen und stehen distich. Alle Hochblätter und das Vorblatt reißen an der zum Boden weisenden Seite auf und erlauben so, dass sich der Blütenstand niederbiegt. Die Blütenstandsachse ist kürzer als der Stiel, die Seitenzweige stehen in den Achseln von kleinen, dreieckigen Hochblättern. Sie Seitenzweige stehen häufig eng beisammen. Die blütentragenden Achsen (Rachillae) sind entweder sehr dick, dann gibt es nur drei bis sechs, oder sie sind sehr zahlreich und schlank. Sie tragen in spiraliger Anordnung kleine Tragblätter für die Blüten. Die Blüten stehen einzeln oder in Wickeln zu zwei bis vier Blüten. Die Blüten stehen an kurzen Erhöhungen oder sind sitzend.

### Blüten
Die Blüten sind zwittrig, cremefarben und stark duftend. Der Kelch ist becherförmig mit drei flachen, kahlen, dreieckigen Zipfeln. Die Krone ist zu zwei Dritteln oder fast bis zur Basis geteilt in drei dünne oder sehr dicke, fleischige, dreieckige, kahle, manchmal dicht papillöse, valvate Kronzipfel. Die sechs Staubblätter stehen epipetal, haben sehr breite, fleischige Filamente, die an der Basis zu einem Ring verwachsen sind und abrupt zu kurzen, sehr schmalen Spitzen verschmälert sind. Die Antheren sind sehr klein, rundlich und intrors.
Das Gynoeceum besteht aus drei Fruchtblättern. Diese sind an der Basis frei, und an den Spitzen verbunden, sodass ein gemeinsamer, langer, schlanker Griffel entsteht. Die Narbe ist punktförmig. Die Samenanlage sitzt basal und ist anatrop.
Der Pollen ist ellipsoidisch, bisymmetrisch oder leicht asymmetrisch. Die Keimöffnung ist ein distaler Sulcus. Die längste Achse misst 20 bis 32 Mikrometer.

### Früchte und Samen
Die Frucht ist rundlich und entwickelt sich meist aus nur einem der drei Fruchtblätter. Manchmal entwickeln sich auch zwei oder alle drei, dann ist die Frucht zwei- oder dreilappig. Die Epidermis der Frucht stirbt früh in der Entwicklung ab, das Mesokarp reißt dann auf und bildet dicke, korkige, pyramidenförmige Warzen und ist von kastanienbrauner Farbe. Das Endokarp ist mäßig dick und krustenartig. Der Samen sitzt basal, das Endosperm ist homogen, allerdings dringt an der Basis eine Masse der Samenschale in das Endosperm ein.

### Chromosomensatz
Die Chromosomenzahl ist 2n = 34.

## Standorte
Alle Johannesteijsmannia-Arten gedeihen im Unterwuchs von primären Regenwäldern. Sie scheinen sehr empfindlich gegenüber Störungen des Standortes zu sein. In Sarawak ist Johannesteijsmannia altifrons auf die „kerangas“ (Heidewälder) beschränkt. In anderen Gebieten ist sie vom Standort weniger eingeschränkt, meidet aber nasse Talböden. Johannesteijsmannia magnifica und Johannesteijsmannia lanceolata wachsen an Hügel-Hängen, Johannesteijsmannia perakensis an Hängen und Kuppen. Das Areal der Arten ist auffallend disjunkt, die Arten fehlen vielfach in als geeignet erscheinenden Wäldern.

## Systematik und Verbreitung
Die Gattung Johannesteijsmannia wurde 1961 durch Harold E. Moore in Principes; Journal of the (International) Palm Society Band 5, Seite 116 aufgestellt. Typusart ist Johannesteijsmannia altifrons, bis dahin als Teysmannia altifrons Rchb.f. & Zoll. geführt. Der Gattungsname Johannesteijsmannia ehrt Johannes Elias Teijsmann (1808–1882), einen niederländischen Gärtner und Botaniker am damaligen Botanischen Garten Buitenzorg auf Java.
Die Gattung Johannesteijsmannia gehört zur Subtribus Livistoninae aus der Tribus Trachycarpeae in der Unterfamilie Coryphoideae innerhalb der Familie Arecaceae. Die Gattung Johannesteijsmannia ist wahrscheinlich monophyletisch. Johannesteijsmannia ist möglicherweise die Schwestergruppe von Licuala oder von Pholidocarpus.
Die Gattung Johannesteijsmannia ist in Südostasien verbreitet. Eine Art (Johannesteijsmannia altifrons) ist recht weit verbreitet und ist in Süd-Thailand, West-Malaysia, auf Sumatra und im westlichen Borneo zu finden. Die anderen drei Arten sind Endemiten im westlichen Malaysia.
In der Gattung Johannesteijsmannia H.E.Moore gibt es etwa vier Arten:
- Johannesteijsmannia altifrons (Rchb. f. & Zoll.) H.E.Moore: Sie kommt von Thailand bis Sumatra vor.[2]
- Johannesteijsmannia lanceolata J.Dransf.: Dieser Endemit kommt nur im Bundesstaat Selangor in Malaysia vor.[2]
- Johannesteijsmannia magnifica J.Dransf.: Dieser Endemit kommt nur im Bundesstaat Selangor in Malaysia vor.[2]
- Johannesteijsmannia perakensis J.Dransf.: Sie kommt nur in den Bundesstaaten Perak und Kedah in Malaysia vor.[2]

## Belege